# Pussycat
Pussycat — голландская поп-группа, существовавшая в 1976—1986 годы.

## История группы
Группа была образована тремя родными сёстрами: Тони Вилле (Toni Wille, 26.06.1953 г. р.), Бетти Драгстра (Betty Dragstra, 23.06.1952 г. р.) и Марианной Вельдпас (Marianne Veldpaus, 16.05.1951 г. р.) в голландском городе Лимбурге.
Отец сестёр умер за три дня до рождения Тони. Спустя 5 лет мать девушек вышла замуж за польского шахтёра по фамилии Ковальчик (Kowalczyk), иммигрировавшего в Голландию.
В те годы их семья жила в городе Брюнссуме, с шести лет сёстры начали учиться играть на гитарах, а с середины 1960-х годов - выступать на местных праздниках и карнавалах. Их первая группа называлась «Singing Sisters» («Поющие сёстры»), в репертуар которой входили известные немецкие песни, а также композиции гремевших в те годы «The Beatles».
Уже тогда произошла историческая для них встреча, — знакомство с Вернером Тениссеном(Werner Theunissen), который в те годы подрабатывал помощником водителя грузовика. Впоследствии Вернер станет автором всего репертуара группы «Pussycat». А в те годы он иногда выступал с группой сестёр и продолжал обучать их ремеслу игры на гитаре, которой сам мастерски владел.
В следующей группе сестёр, называвшейся «The BG`s» («Beat Girls»), Тони занимала роль ведущей вокалистки, Бетти играла на соло-гитаре, а Марианна на бас-гитаре, плюс ко всему в группе была девушка, игравшая на ударных инструментах, которую впоследствии заменил барабанщик Ганс Лютьенс (Hans Lutjens). А через несколько лет, в начале 1970-х годов, их группа переименовывается в «Sweet Reaction» и начинает исполнять песни, которые начинает писать для них Вернер. Надо сказать, что к тому времени группа уже обрела определённую популярность и даже выезжала за пределы Голландии, например, во Францию и Бельгию. В их коллективе появляется гитарист Лулу Вилле (Loulou Wille), за которого юная Тони вскоре выходит замуж.
Их первой записью стал сингл «Tell Alain», появившийся в 1971 году. Он не имел успеха, как и записанные после этого несколько других синглов: «Come back my dream» (1972), «For you» (1973), «Daddy» (1975). Но девушки не унывали, тем более что музыка для них была чем-то вроде хобби. К 1975 году группа оформилась в следующем составе: Тони, Бетти и Марианна — вокал, Лулу Вилле — вокал, гитара, Джон Тениссен (John Theunissen — гитара), Тэо Вэтзельс (Theo Wetzels — бас-гитара, клавишные) и Тэо Коуманс (Theo Coumans — ударные). До этого Джон Тениссен, Тэо Вэтзельс и Тэо Коуманс уже несколько лет играли вместе, в собственной группе под названием «Scum».
Новый коллектив решает назваться «Pussycat» («Киска»), хотя это название несколько не подходило под мощный, достаточно низкий и немного резкий вокал Тони. Успех пришёл к ним в тот момент, когда они его совершенно не ждали, и застал их врасплох. Выпустив в качестве сингла очередную композицию Вернера «Missisippi» (1975), как спустя 30 лет признаются девушки, «они получили всё то, о чём мечтали». Эту композицию случайно заметили на голландском радио и, прокрутив несколько раз, обнаружили, что слушатели заказывают её снова и снова. К концу 1975 года композиция взлетает на первое место в Голландии, а также в Англии, Германии, Австрии, Швейцарии, Скандинавии, Бразилии, Австралии, Новой Зеландии, а в Южной Африке сингл находится в чартах 129 недель! В результате сингл разошёлся по всему миру тиражом более 7 миллионов копий. Группа подписывает контракт с голландским отделением EMI и в начале 1976 года выходит первый полноценный альбом группы «First of all», ещё один сингл с которого — «Georgie» занимает высокие места в чартах (в том числе № 4 в Голландии). В 1979 году Александр Барыкин в составе советского вокально-инструментальный ансамбля «Весёлые ребята» спел русскоязычную (на стихи В. Лугового) кавер-версию на другую песню с этого альбома — «Take Me» (под названием «Что ты хочешь мне сказать»). При этом на пластинке «Музыкальный глобус», куда она вошла, как и к большинству других композиций были указаны совсем другие авторы (Б. Харрис и С. Сантгейм).
Весьма интересной находкой оказался звук группы: использовав ходы и ритмы только что оформившегося в самостоятельный стиль «диско» и наполнив ими «кантри»-мотивы композиций Вернера, «Pussycat» получила свой уникальный звук, который отличал её от большинства исполнителей, работавших в этих стилях. Также нельзя было не заметить достаточно богатые аранжировки, которых требовал сильный голос ведущей вокалистки — Тони, да и голоса Бетти и Марианны прекрасно дополняли его, делая чуть менее резким. Следующую свою работу группа представила через год — это был альбом «Souvenirs» (1977), первый сингл с которого — «Smile» достиг второго места в голландских чартах, а следующий — «My broken souvenirs» — первого. Сам же альбом был выполнен целиком в духе дебютного и укрепил позиции группы на мировом рынке, а саму группу с тех пор стали считать одним из первых профессиональных женских музыкальных коллективов Голландии. Через год за ударной установкой вновь оказывается старый знакомый девушек — Ганс Лютьенс.
К тому времени Ганс сильно изменил свой стиль игры на барабанах и играл теперь более жёстко и выразительно. Таким образом саунд группы ещё стал более уверенным, что хорошо было слышно по выпущенному в 1978 году третьему альбому «Wet day in september», который был просто до отказа набит хитами. «If you ever come to Amsterdam», «It`s the same old song», «Wet day in september», «Hey Joe», «Another day» попали в хит-парады практически всех европейских стран. Остальные композиции не выходили синглами, но также пользовались большой популярностью: лиричная «Goodbye to lovin`», любовная «Love in september» и фанковая «She needs a man». После выхода этого альбома группа несколько изменила свой звук в сторону стиля «поп» и прочно вошла в двадцатку самых известных европейских «диско»-ансамблей, хотя в их звучании по-прежнему прослеживались элементы «кантри».
Всё так же ничего не меняя в своём творчестве, группа выпускает следующий диск — «Simply to be with you» (1979), хитами с которого становятся вновь выпущенная «Daddy», а затем «Let freedom range» и «Doin la bamba». В 1981 году продюсером группы становится Пим Купман (Pim Koopman).
Смешав уже имеющийся стиль группы с классическими ходами стиля «поп», Пим, со свойственными ему аранжировками, помог записать группе альбом «Blue lights». Чтобы воспроизводить мощный звук, заявленный Пимом, Марианне и Бетти вновь пришлось брать в руки гитары. Их композиции — «Blue lights in my eyes», «Then the music stopped», «Cha cha me baby», «Rain», «Rio», «Teenage queenie» — снова попадают в хит-парады. Однако через год из-за некомпетентности финансового руководства группа, находясь на пике своей творческой карьеры, практически распадается. Из музыкантов в группе остался один Лулу. Но девушки решают не сдаваться и всё-таки находят силы записать в 1983 году последний номерной альбом «After all», на котором звук группы заметно поредел, но тем не менее синглы «Lovers of a kind» и «Chicano» снова оказались в хит-парадах.
В 1984 году выходят последние студийные работы группы — синглы «Light of a gypsy» и «You». После этого Тони, Марианна, Бетти и Лулу продолжают выступать до 1986 года, а затем Тони решает начать сольную карьеру. Марианна и Бетти, напротив, отошли от мира шоу-бизнеса.
В середине 1990-х годов голландцами были переизданы все номерные альбомы группы на компакт-дисках. В 2004 году голландское отделение EMI выпустило четырехдисковый сборник, два диска которого представляют собой сборник лучших композиций группы, на третьем диске записаны все редкие синглы группы, а четвёртый является DVD-диском с видеозаписями коллектива.

## Дискография
- 1976 — First of all
- 1977 — Souvenirs
- 1978 — Wet day in september
- 1979 — Simply to be with you
- 1981 — Blue lights
- 1983 — After all
- 2004 — The complete collection (сборник)